# Kep
Kep es la capital de la provincia de Kep en el sur de Camboya. Se encuentra cerca del parque nacional de Kep. La ciudad tiene una población de 35 990.